# Dubai World Championship
Dubai World Championship (også officielt kendt som DP World Tour Championship, Dubai) er en golfturnering på Europatouren, som blev afholdt for første gang 19. - 22. november 2009. Turneringen afholdes på Jumeirah Golf Estates i Dubai, De Forenede Arabiske Emirater og spilles som sidste officielle turnering på årets Europatour og svarer til The Tour Championship på PGA-touren. Turneringen er sponsoreret af DP World, et rederi med base i Dubai. 
Arrangementet er kulminationen på den europæiske Tour Race to Dubai, som erstatter Order of Merit fra 2009, og spilles af de førende 60 spillere på pengelisten. Turneringen erstatter Volvo Masters, der var en lignende begivenhed for de førende 60 spillere på pengelisten (Order of Merit).

## Vindere
2009: Lee Westwood, England

2010: Robert Karlsson, Sverige

2011: Alvaro Quiros, Spanien